# 陽明灘大橋
陽明灘大橋（Yangmingtan Bridge）是中國一條雙塔自錨式懸索橋，是世界大橋之一，位於黑龍江省省會哈爾濱市。大桥北起松北區三環路與世貿大道交叉口，南下跨越松花江航道與三環高架路銜接。因穿越江中的陽明灘島而得名。該橋由中國中鐵參與建設。
大橋全長7,133米，其中橋梁部分長6464米，接線道路長669米，每小時車流量可達9800輛，橋面寬度41.5米，雙向8車道，主橋跨度427米，主塔高80米，橋下通航淨高不小於10米。
大橋於2009年12月5日開工建設，2011年11月6日建成通車，估算總投資18.82億元人民幣。為哈爾濱市首座懸索橋。工期是3年，實際興建時間只有18個月（原因是将原本设计的混凝土结构改为钢混结构），在黑龍江省的橋樑建設史上絕無僅有，承建方曾申報魯班獎。

## 事件
2012年8月24日5時30分，大橋往江北方向的引橋向行人道方向傾倒，四部貨車隨橋面跌落地面，已造成3人死亡、5人受傷。
哈爾濱市政府隔日澄清，垮的是距離陽明灘大橋3.5公里的三環路群力高架橋工程，與陽明灘大橋分屬不同工程案。
9月19日，哈尔滨官方通报塌桥事故调查结果，称车辆严重超载造成匝道倾覆，将通过司法程序处理肇事车辆相关人员。调查也称桥梁质量检验符合要求。相关车辆驾乘人员的家属表示不认同该调查结果而有专家认为桥梁独柱墩的设计存在问题
。

## 图片
- 2015年10月的阳明滩大桥

## 外部連結
- 圖輯：哈爾濱陽明灘大橋坍塌 （页面存档备份，存于）
- 哈爾濱成立調查組對陽明灘大橋坍塌事故進行調查 （页面存档备份，存于）
- Yangmingtan Bridge Archive.today的存檔，存档日期2016-05-18